# Reserveflottille
Die Reserveflottille war ein nicht-aktiver Verband der Bundesmarine. Sie wurde am 1. Januar 1969 in Wilhelmshaven aufgestellt und am 31. Dezember 1976 aufgelöst.

## Organisation und Unterstellung

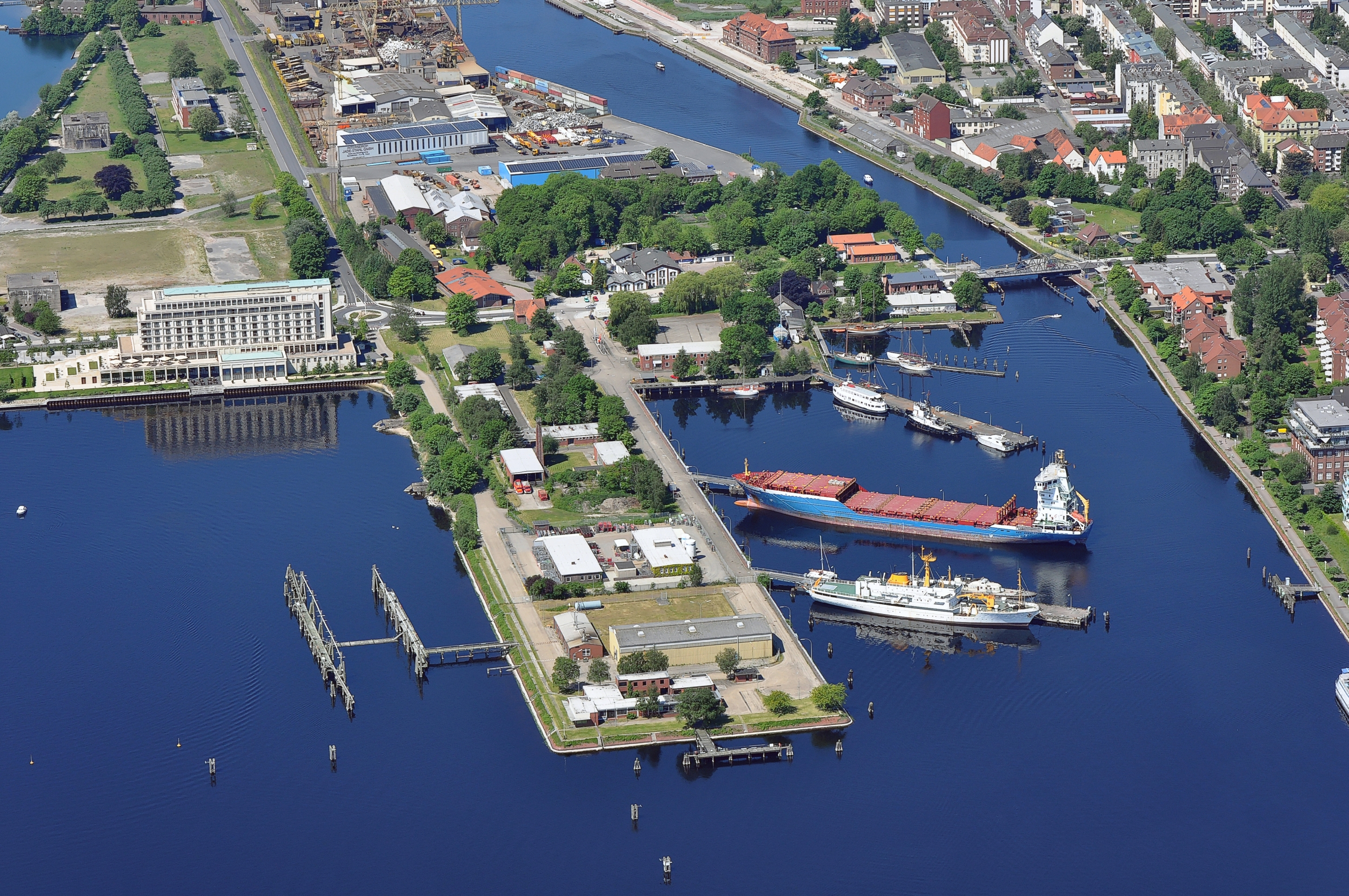
Die Wiesbadenbrücke im Wilhelmshavener Innenhafen war Standort des Stabes und Liegeplatz vieler Einheiten der Flottille

Die Reserveflottille unterstand bis 1974 der Marinedivision Nordsee, anschließend dem neu aufgestellten Marineabschnittskommando Nordsee, und wurde von einem Kommandeur im Dienstgrad eines Fregattenkapitäns geführt. Sie bestand aus einem aktiven Stab und nicht-aktiven Geräteeinheiten, die sich in der materiellen Verantwortung der Marinearsenale befanden. Außerdem war die Aufstellung von nicht-aktiven Verbands- und Einheitsstäben vorgeplant. Dazu gehörten:
- 10. Minensuchgeschwader (10. MGschw)
- 2. Landungsgeschwader (2. LG)[2]
- LCM-Kompanie (16 LCM)

Der Stab hatte seinen Dienstsitz auf der Wilhelmshavener Wiesbadenbrücke, die zugleich als Hauptliegeplatz der Flottille diente.

## Aufgaben
Die Reserveflottille war für alle Aufgaben im Zusammenhang mit der Verwaltung der Geräteeinheiten und der Vorbereitung der Reaktivierung zuständig. Ihr Stab führte die Materialnachweise und Alarmunterlagen der unterstellten Geschwaderstäbe und Geräteeinheiten und verwaltete deren Dienstvorschriften, die bei Reaktivierung wieder an Bord zu geben waren. Außerdem unterstützte er bei der Vorbereitung der Übergabe zu konservierender Schiffe und Boote und deren regelmäßiger Zustandsbesichtigung. Er war für die Vorbereitung der personellen und materiellen Maßnahmen zur Übernahme entkonservierter Schiffe/Boote von den Marinearsenalen durch militärisches Personal im Alarmfall und für die Indienststellung zuständig. Dazu gehörte unter anderem die Überwachung der Ausbildung der reaktivierten Schiffe und Boote bis zur Fahrbereitschaftsbesichtigung.

## Schiffsbestand
Die Reserveflottille wurde 1969 aus 34 im Arsenal Wilhelmshaven aufliegenden Schiffen und Booten der Marine gebildet. Folgende Fahrzeuge gehörten zumindest zeitweise zur Reserveflottille:
- Minensuchboote der Vegesack-Klasse,
- Binnenminensuchboote/Küstenwachboote der Ariadne-Klasse,
- Mehrzwecklandungsboote Barbe-Klasse,
- Tender der Rhein-Klasse,
- Begleiter (ex-Schulfregatten) und
- verschiedene Versorgungsschiffe und Hilfsfahrzeuge.

| Schiffsart                        | 1969                              | 1970                        | 1971                               | 1972                               | 1973                                                                                | 1974                                                                                | 1975                                                                                | 1976                                                                                | Verbleib / Bemerkung                                                                |
| --------------------------------- | --------------------------------- | --------------------------- | ---------------------------------- | ---------------------------------- | ----------------------------------------------------------------------------------- | ----------------------------------------------------------------------------------- | ----------------------------------------------------------------------------------- | ----------------------------------------------------------------------------------- | ----------------------------------------------------------------------------------- |
| Minensuchboote (Klasse 362)       | Ariadne (M 2663)                  | Ariadne (M 2663)            | Ariadne (M 2663)                   | Ariadne (M 2663)                   | Ariadne (M 2663)                                                                    | außer Dienst gestellt                                                               | außer Dienst gestellt                                                               | außer Dienst gestellt                                                               | 10. Minensuchgeschwader (Mob) (Binnenminensucher)                                   |
|                                   | Freya (M 2664)                    |                             |                                    |                                    |                                                                                     | außer Dienst gestellt                                                               | außer Dienst gestellt                                                               | außer Dienst gestellt                                                               | 10. Minensuchgeschwader (Mob) (Binnenminensucher)                                   |
|                                   | Vineta (M 2665)                   |                             |                                    |                                    |                                                                                     | außer Dienst gestellt                                                               | außer Dienst gestellt                                                               | außer Dienst gestellt                                                               | 10. Minensuchgeschwader (Mob) (Binnenminensucher)                                   |
|                                   | Hertha (M 2666)                   |                             |                                    |                                    |                                                                                     | außer Dienst gestellt                                                               | außer Dienst gestellt                                                               | außer Dienst gestellt                                                               | 10. Minensuchgeschwader (Mob) (Binnenminensucher)                                   |
|                                   | Nymphe (M 2667)                   |                             |                                    |                                    |                                                                                     | außer Dienst gestellt                                                               | außer Dienst gestellt                                                               | außer Dienst gestellt                                                               | 10. Minensuchgeschwader (Mob) (Binnenminensucher)                                   |
|                                   | Nixe (M 2668)                     |                             |                                    |                                    |                                                                                     | außer Dienst gestellt                                                               | außer Dienst gestellt                                                               | außer Dienst gestellt                                                               | 10. Minensuchgeschwader (Mob) (Binnenminensucher)                                   |
|                                   | Amazone (M 2669)                  |                             |                                    |                                    |                                                                                     | außer Dienst gestellt                                                               | außer Dienst gestellt                                                               | außer Dienst gestellt                                                               | 10. Minensuchgeschwader (Mob) (Binnenminensucher)                                   |
|                                   | Gazelle (M 2670)                  |                             |                                    |                                    |                                                                                     | außer Dienst gestellt                                                               | außer Dienst gestellt                                                               | außer Dienst gestellt                                                               | 10. Minensuchgeschwader (Mob) (Binnenminensucher)                                   |
| Minensuchboote (Klasse 321)       | Minensuchboote (Klasse 321)       | Minensuchboote (Klasse 321) | Vegesack (M 1250)                  | Vegesack (M 1250)                  | Vegesack (M 1250)                                                                   | außer Dienst gestellt                                                               | außer Dienst gestellt                                                               | außer Dienst gestellt                                                               | 2. Minensuchgeschwader (Mob) (Küstenminensucher)                                    |
|                                   |                                   |                             | Hameln (M 1251)                    |                                    |                                                                                     | außer Dienst gestellt                                                               | außer Dienst gestellt                                                               | außer Dienst gestellt                                                               | 2. Minensuchgeschwader (Mob) (Küstenminensucher)                                    |
|                                   |                                   |                             | Detmold (M 1252)                   |                                    |                                                                                     | außer Dienst gestellt                                                               | außer Dienst gestellt                                                               | außer Dienst gestellt                                                               | 2. Minensuchgeschwader (Mob) (Küstenminensucher)                                    |
|                                   |                                   |                             | Worms (M 1253)                     |                                    |                                                                                     | außer Dienst gestellt                                                               | außer Dienst gestellt                                                               | außer Dienst gestellt                                                               | 2. Minensuchgeschwader (Mob) (Küstenminensucher)                                    |
|                                   |                                   |                             | Siegen (M 1254)                    |                                    |                                                                                     | außer Dienst gestellt                                                               | außer Dienst gestellt                                                               | außer Dienst gestellt                                                               | 2. Minensuchgeschwader (Mob) (Küstenminensucher)                                    |
|                                   |                                   |                             | Passau (M 1255)                    | Passau (M 1255)                    | Passau (M 1255)                                                                     | Passau (M 1255)                                                                     | außer Dienst gestellt                                                               | außer Dienst gestellt                                                               | 2. Minensuchgeschwader (Mob) (Küstenminensucher)                                    |
| Landungsboote (Klasse 520)        | Barbe (L 790)                     | Barbe (L 790)               | Barbe (L 790)                      | Barbe (L 790)                      | Dienst im 1. Landungsgeschwader (zeitweise als 2. Landungsgeschwader (Mob) geplant) | Dienst im 1. Landungsgeschwader (zeitweise als 2. Landungsgeschwader (Mob) geplant) | Dienst im 1. Landungsgeschwader (zeitweise als 2. Landungsgeschwader (Mob) geplant) | Dienst im 1. Landungsgeschwader (zeitweise als 2. Landungsgeschwader (Mob) geplant) | Dienst im 1. Landungsgeschwader (zeitweise als 2. Landungsgeschwader (Mob) geplant) |
|                                   | Delphin (L 791)                   |                             |                                    |                                    | Dienst im 1. Landungsgeschwader (zeitweise als 2. Landungsgeschwader (Mob) geplant) | Dienst im 1. Landungsgeschwader (zeitweise als 2. Landungsgeschwader (Mob) geplant) | Dienst im 1. Landungsgeschwader (zeitweise als 2. Landungsgeschwader (Mob) geplant) | Dienst im 1. Landungsgeschwader (zeitweise als 2. Landungsgeschwader (Mob) geplant) | Dienst im 1. Landungsgeschwader (zeitweise als 2. Landungsgeschwader (Mob) geplant) |
|                                   | Dorsch (L 792)                    |                             |                                    |                                    | Dienst im 1. Landungsgeschwader (zeitweise als 2. Landungsgeschwader (Mob) geplant) | Dienst im 1. Landungsgeschwader (zeitweise als 2. Landungsgeschwader (Mob) geplant) | Dienst im 1. Landungsgeschwader (zeitweise als 2. Landungsgeschwader (Mob) geplant) | Dienst im 1. Landungsgeschwader (zeitweise als 2. Landungsgeschwader (Mob) geplant) | Dienst im 1. Landungsgeschwader (zeitweise als 2. Landungsgeschwader (Mob) geplant) |
|                                   | Felchen (L 793)                   |                             |                                    |                                    | Dienst im 1. Landungsgeschwader (zeitweise als 2. Landungsgeschwader (Mob) geplant) | Dienst im 1. Landungsgeschwader (zeitweise als 2. Landungsgeschwader (Mob) geplant) | Dienst im 1. Landungsgeschwader (zeitweise als 2. Landungsgeschwader (Mob) geplant) | Dienst im 1. Landungsgeschwader (zeitweise als 2. Landungsgeschwader (Mob) geplant) | Dienst im 1. Landungsgeschwader (zeitweise als 2. Landungsgeschwader (Mob) geplant) |
|                                   | Forelle (L 794)                   |                             |                                    |                                    | Dienst im 1. Landungsgeschwader (zeitweise als 2. Landungsgeschwader (Mob) geplant) | Dienst im 1. Landungsgeschwader (zeitweise als 2. Landungsgeschwader (Mob) geplant) | Dienst im 1. Landungsgeschwader (zeitweise als 2. Landungsgeschwader (Mob) geplant) | Dienst im 1. Landungsgeschwader (zeitweise als 2. Landungsgeschwader (Mob) geplant) | Dienst im 1. Landungsgeschwader (zeitweise als 2. Landungsgeschwader (Mob) geplant) |
|                                   | Inger (L 795)                     | Inger (L 795)               | Inger (L 795)                      | Inger (L 795)                      | Inger (L 795)                                                                       | Dienst als Schulboot der Seemannschaftslehrgruppe                                   | Dienst als Schulboot der Seemannschaftslehrgruppe                                   | Dienst als Schulboot der Seemannschaftslehrgruppe                                   | Dienst als Schulboot der Seemannschaftslehrgruppe                                   |
|                                   | Makrele (L 796)                   | Makrele (L 796)             | Makrele (L 796)                    | Makrele (L 796)                    | Dienst im 1. Landungsgeschwader (zeitweise als 2. Landungsgeschwader (Mob) geplant) | Dienst im 1. Landungsgeschwader (zeitweise als 2. Landungsgeschwader (Mob) geplant) | Dienst im 1. Landungsgeschwader (zeitweise als 2. Landungsgeschwader (Mob) geplant) | Dienst im 1. Landungsgeschwader (zeitweise als 2. Landungsgeschwader (Mob) geplant) | Dienst im 1. Landungsgeschwader (zeitweise als 2. Landungsgeschwader (Mob) geplant) |
|                                   | Muräne (L 797)                    |                             |                                    |                                    | Dienst im 1. Landungsgeschwader (zeitweise als 2. Landungsgeschwader (Mob) geplant) | Dienst im 1. Landungsgeschwader (zeitweise als 2. Landungsgeschwader (Mob) geplant) | Dienst im 1. Landungsgeschwader (zeitweise als 2. Landungsgeschwader (Mob) geplant) | Dienst im 1. Landungsgeschwader (zeitweise als 2. Landungsgeschwader (Mob) geplant) | Dienst im 1. Landungsgeschwader (zeitweise als 2. Landungsgeschwader (Mob) geplant) |
|                                   | Renke (L 798)                     | Renke (L 798)               | Renke (L 798)                      | Renke (L 798)                      | Renke (L 798)                                                                       | Renke (L 798)                                                                       | Renke (L 798)                                                                       | Renke (L 798)                                                                       | in das Ausland verkauft                                                             |
|                                   | Salm (L 799)                      |                             |                                    |                                    |                                                                                     |                                                                                     |                                                                                     |                                                                                     | in das Ausland verkauft                                                             |
| Tender, Versorger, Hilfsfahrzeuge | Tender, Versorger, Hilfsfahrzeuge | Isar (A 54)                 | Isar (A 54)                        | Isar (A 54)                        | Isar (A 54)                                                                         | Isar (A 54)                                                                         | Isar (A 54)                                                                         | Isar (A 54)                                                                         |                                                                                     |
|                                   |                                   | Lech (A 58)                 | Lech (A 58)                        | Lech (A 58)                        | Lech (A 58)                                                                         | Lech (A 58)                                                                         | außer Dienst gestellt                                                               | außer Dienst gestellt                                                               |                                                                                     |
|                                   |                                   | Weser (A 62)                | Weser (A 62)                       | Weser (A 62)                       | Weser (A 62)                                                                        | Weser (A 62)                                                                        | außer Dienst gestellt                                                               | außer Dienst gestellt                                                               |                                                                                     |
|                                   |                                   |                             |                                    | Ruhr (A 64)                        | Ruhr (A 64)                                                                         | außer Dienst gestellt                                                               | außer Dienst gestellt                                                               | außer Dienst gestellt                                                               | zuletzt Schulschiff                                                                 |
|                                   | Bodensee (A 1406)                 | Bodensee (A 1406)           | Bodensee (A 1406)                  | Bodensee (A 1406)                  | Bodensee (A 1406)                                                                   | Bodensee (A 1406)                                                                   | Bodensee (A 1406)                                                                   | außer Dienst gestellt                                                               | Betriebsstoffversorger                                                              |
|                                   |                                   | Saarburg (A 1415)           | Saarburg (A 1415)                  | Saarburg (A 1415)                  | Saarburg (A 1415)                                                                   | Saarburg (A 1415)                                                                   | außer Dienst gestellt                                                               | außer Dienst gestellt                                                               | außer Dienst gestellt                                                               |
|                                   | Odenwald (A 1436)                 | Odenwald (A 1436)           | Odenwald (A 1436)                  | Odenwald (A 1436)                  | Odenwald (A 1436)                                                                   | Odenwald (A 1436)                                                                   | außer Dienst gestellt                                                               | außer Dienst gestellt                                                               | Munitionstransporter                                                                |
|                                   |                                   | Wangerooge (A 1451)         | Dienst im 2. Versorgungsgeschwader | Dienst im 2. Versorgungsgeschwader | Dienst im 2. Versorgungsgeschwader                                                  | Dienst im 2. Versorgungsgeschwader                                                  | Dienst im 2. Versorgungsgeschwader                                                  | Dienst im 2. Versorgungsgeschwader                                                  | Dienst im 2. Versorgungsgeschwader                                                  |
|                                   |                                   | Fehmarn (A 1458)            | Dienst im 1. Versorgungsgeschwader | Dienst im 1. Versorgungsgeschwader | Dienst im 1. Versorgungsgeschwader                                                  | Dienst im 1. Versorgungsgeschwader                                                  | Dienst im 1. Versorgungsgeschwader                                                  | Dienst im 1. Versorgungsgeschwader                                                  | Dienst im 1. Versorgungsgeschwader                                                  |
|                                   |                                   |                             | Baltrum (A 1454)                   | Baltrum (A 1454)                   | Baltrum (A 1454)                                                                    | außer Dienst gestellt                                                               | außer Dienst gestellt                                                               | außer Dienst gestellt                                                               | Seeschlepper                                                                        |
|                                   |                                   |                             | FW 2, 3, 6                         | FW 2, 3, 6                         | FW 2, 3, 6                                                                          | FW 2, 3, 6                                                                          | FW 6                                                                                | FW 6                                                                                | Frischwasserboote                                                                   |
| Begleiter                         | Gneisenau (F 212)                 | Gneisenau (F 212)           | Gneisenau (F 212)                  | zum Abwracken verkauft             | zum Abwracken verkauft                                                              | zum Abwracken verkauft                                                              | zum Abwracken verkauft                                                              | zum Abwracken verkauft                                                              | zum Abwracken verkauft                                                              |
|                                   | Scharnhorst (F 213)               |                             |                                    | zum Abwracken verkauft             | zum Abwracken verkauft                                                              | zum Abwracken verkauft                                                              | zum Abwracken verkauft                                                              | zum Abwracken verkauft                                                              | zum Abwracken verkauft                                                              |

## Kommandeure
- Fregattenkapitän Fritz Löhrl: von April 1969 bis September 1970
- Fregattenkapitän Gerhard Thäter: von Oktober 1970 bis März 1973
- Fregattenkapitän Horst Voigt: von April 1973 bis Dezember 1976